# Притхвинараян
Притхвинараян (непальск. पृथ्वीनारायण शाह; 7 января 1723, Горкха — 11 января 1775, Девигхат, Багмати-Прадеш) — правитель королевства Горкха, первый король объединённого Непала.

## Биография
Взошёл на престол Горкха в 1743 году, королём Непала стал в 1768 году. Происходил из правящего дома Горкха. С юных лет проявлял интерес к государственным делам, тогда как его отец, Нара Бхупал Шах, был более склонен к молитвам. На престол страны взошёл в двадцатилетнем возрасте после смерти отца, почти сразу же начав реализацию своей мечты о создании единого непальского государства.
К 1744 году ему удалось покорить Нувакот, к 1756 году — Кути Пасс, впоследствии, с третьей попытки, — Куртипур, затем Патан и Бхактапур. Притвхинараян умер в январе 1775 года, кампанию по объединению страны продолжил его младший сын Бахадур Шах.

## Наследие
В современном Непале Притхвинараян считается основателем непальского государства, поскольку именно благодаря объединению нескольких десятков мелких княжеств стране удалось избежать колонизации британцами, которые к тому времени уже устанавливали своё господство в северной Индии. Притхвинараян также считается создателем основ принципов управления и внешней политики Непала — своё видение государственной системы он изложил в своём труде «Дивья Упрадеш». Его династия Шах правила Непалом до установления республики в 2007 году.